# Kovlands Idrottsförening
Kovlands Idrottsförening (Kovlands IF) ist ein 1903 gegründeter schwedischer Sportverein aus Kovland. 

## Geschichte
Der Verein wurde am 4. März 1903 gegründet. Der Verein hat Abteilungen im Skilanglauf, Orientierungslauf, Ski-Orientierungslauf, Leichtathletik, Fußball und Turnen. Die nicht mehr bestehende Abteilung im Ringen konnte national auf sich aufmerksam machen. Im Jahr 1959 gewann Per-Arne Ytterström in dieser Sportart die Schwedische Meisterschaft. Auch die ebenfalls nicht mehr bestehende Eishockeyabteilung war mit der Teilnahme an der drittklassigen Division 1 in der Saison 1999/2000 erfolgreich. Im Anschluss an die Spielzeit trat die Eishockeyabteilung aus dem Verein aus und tritt seither in Anlehnung an den alten Vereinsnamen als Kovlands Ishockeyförening in der Division 1 an. 